# 克拉沃兰迪亚
克拉沃兰迪亚（葡萄牙語：Cravolândia）是巴西巴伊亚州的一个市镇。总面积159.645平方公里，总人口5036人，人口密度31.5人/平方公里。